# Bernhard Schädel
Bernhard Schädel (Gießen, 13 de octubre de 1878- Hamburg, 9 de septiembre de 1926) fue un hispanista, catalanista e italianista alemán.

## Biografía
Bernhard Schädel hizo sus estudios secundarios en Mainz, matriculándose posteriormente en filología románica en Bonn, aunque antes de terminar sus estudios los continuó en Heidelberg, Grenoble y Zürich. Se licenció en 1902 en la Universidad de Tübingen con Karl Voretzsch por medio del proyecto sobre el italiano El dialecto de Ormea (Die Mundart von Ormea: Beiträge zur Laut- und Konjugationslehre der nordwestitalienischen Sprachgruppe). Posteriormente se doctoró en la Universidad de Halle con Hermann Suchier en filología románica con un trabajo sobre la fonética catalana (Untersuchungen zur katalanischen Lautentwicklung).
Durante los años siguientes hizo grandes investigaciones sobre el catalán, en colaboración de Antoni Maria Alcover y otros.
En el año 1910 fue nombrado profesor de lenguas románicas en el Instituto Colonial de Hamburgo, donde en 1911 fundó el Seminario de lenguas y cultura románicas y en 1917 el Instituto Iberoamericano.  Posteriormente ambas se integrarían en la Universidad de Hamburgo y el pasaría a ser profesor numerario de filología románica. 
Uno de sus alumnos fue Wilhelm Giese.
Entre 1909 y 1915 publicó el Boletín de dialectología románica y en 1919 y 1924 sendas revistas sobre la cultura y la lengua españolas.

## Obras (selección)
- 1905. Dialectos de Mallorca
- 1908. Manual de fonètica catalana